# Odysseus und die Sterne
Odysseus und die Sterne (Originaltitel: Odysseus a hvězdy) ist ein tschechoslowakischer Film von Regisseur Ludvík Ráža aus dem Jahr 1976; das Buch stammt von Ota Hofman (Erstausstrahlung: 1. September 1976 (ČSSR), 1. Mai 1978 (ARD)).

## Handlung
Der Film spielt in zwei Zeitebenen. Die Geschichte beginnt im Jahr 2000. Ein Junge ist derart vom Fliegen begeistert, dass er mit selbst gebauten Flügeln einen Flugversuch unternimmt. Als er von einem Berg herabspringt, erleidet er einen Unfall und kann allein dank der modernen Chirurgie gerettet werden. Beim Aufwachen liegt er auf einem runden Bett in einem sehr futuristischen Zimmer. Sein Vater erinnert sich an ein Abenteuer, das er in gleichem Alter im Jahre 1975 erlebt hat.
Mischa und Martin wohnen in Prag und sind dicke Freunde. Sie basteln gern – besonders mit Radio-Bausätzen, Funk und Mikrofon. Bei ihren Eltern ist dieses Hobby nicht gern gesehen, weil dabei öfter mal was in die Luft fliegt. Vater Kraus, der beim Autobahnbau in einem Steinbruch arbeitet, bringt nach einer Sprengung einen Stein für den eigenen Steingarten mit.
In der Nacht beginnt der Stein plötzlich zu leuchten. Dabei gibt es merkwürdige Erscheinungen, die die ganze Nachbarschaft aufschrecken. Im Fernsehen laufen Filme, die niemand abgespielt hat, bei den Flugzeugen fällt plötzlich der Funkkontakt aus, sie werden vom Kurs abgelenkt, bunte Glaskugeln auf dem Gartenzaun zerspringen und die Kakteen in Vaters Garten blühen mitten im Winter. Mischa ist davon überzeugt, dass der Stein von einem anderen Stern stammt. Sein Vater hält dies für ein Hirngespinst. Die Geschichte wäre nie aufgeklärt worden, wäre nicht die Katze Odysseus gewesen.
In der Nacht und am kommenden Tag werden die Vorkommnisse von einem Funkmesswagen untersucht. Mischas Schwester Katja legt den Stein ins Aquarium, sie kann plötzlich die Sprache der Fische verstehen und fertigt Strichzeichnungen. Am nächsten Tag sind jedoch alle Fische tot. Die Kinder nehmen den Stein mit in die Schule; aber sobald sie mit dem Stein in die Nähe eines Busses oder Autos kommen, fahren diese nicht mehr.
Bei einem Besuch der Kinder in einem Naturkundemuseum leuchtet der Stein erneut auf. Sie beschließen, den Stein zu zertrümmern, und finden im Inneren eine schwarze Kugel. In der kommenden Nacht wird diese in Mischas Zimmer erneut aktiv und beginnt, sich nun zu einem blauen durchsichtigen Energieball auszudehnen und den Raum zu vermessen. Dabei wird unter anderem die Katze Odysseus abgetastet. Die schwebende Kugel verlässt das Zimmer. Draußen fliegen im Inneren Nachtfalter umher, die durch das Licht der Kugel angelockt wurden. Später finden die Kinder draußen die schwarze Kugel wieder und werden von der Polizei aufgelesen. Diese glauben den Kindern die Geschichte nicht, halten alles für Science-Fiction und bringen sie später nach Hause, womit die Geschichte des Jahres 1975 endet.
Zurück im Jahr 2000 erfährt man, dass Katjas Zeichnungen tatsächlich Sternkarten sind. Die Kugel ist in zwei Hälften zerschnitten worden, man habe aber nichts finden können. Plötzlich trifft eine Bildbotschaft ein, dass eine außerirdische Kugel im Anflug sei, um einen Kontakt herzustellen, so dass der Vater sofort dorthin aufbricht. Die Kugel wird von Wissenschaftlern genauer untersucht, die darin die Nachtfalter entdecken, die im Jahre 1975 angelockt wurden und auf der Erde inzwischen ausgestorben sind. Auch bleiben diese Ereignisse in dem Zimmer nicht ohne Wirkung. Plötzlich erscheint die Katze Odysseus nach 25 Jahren – ohne gealtert zu sein. Am Schluss vereinigen sich die Hälften der Kugel und bilden den blauen durchsichtigen Energieball. Der Junge erkennt die Situation und geht mitsamt der Katze Odysseus hinein. Der Erstkontakt mit einer außerirdischen Präsenz ist hergestellt.

## Synchronisation
| Rollenname            | Darsteller                      | Synchronsprecher               |
| --------------------- | ------------------------------- | ------------------------------ |
| Mischa Kraus (1975)   | Gustav Bubník                   | Thomas Ohrner                  |
| Vater Kraus           | Alois Švehlík                   | Wolfgang Hess                  |
| Mutter Kraus          | Jaroslava Obermaierová          | Viktoria Brams                 |
| Katja Kraus           | Gabriela Hyrmanová              | Inga Nickolai                  |
| Martin Drnák          | Vladimír Vondra                 | Manfred Seipold                |
| Rudi Mašek            | Richard Knotek                  | Oliver Rohrbeck                |
| Vater Drnák           | Jaroslav Moučka                 |                                |
| Vater Mašek           | Jaroslav Cmíral                 |                                |
| Vater (im Jahr 2000)  | Alois Švehlík                   | Niels Clausnitzer              |
| Mutter (im Jahr 2000) | Milena Dvorská                  | Helga Trümper                  |
| Peter Kraus           | Gustav Bubník                   | Matthias Nickolai              |
| Techniker             | Stanislav Fišer, Jaroslav Mareš | Herbert Weicker, Horst Naumann |
| Kommissar             | Martin Růžek                    | Günther Sauer                  |

## Kritiken
- Lexikon des internationalen Films: In Rückblende erzählter, gelungener Kinder-Science-Fiction-Film mit geheimnisvollen Bildern, der auch ohne große Tricks effektvoll zu unterhalten vermag.[2]